# Algàixet
Algàixet (en rus: Алгашет) és un poble de l'óblast d'Irkutsk, a Rússia, que en el cens del 2010 tenia 34 habitants.